# Facundo Cabral
Facundo Cabral (La Plata, Argentina, 22. svibnja 1937. – Guatemala, 9. srpnja 2011.), bio je argentinski pjevač, tekstopisac i pisac. Bio je poznat kao skladatelj pjesme "No soy de aquí ni soy de allá", koju je improvizirao tijekom jednog koncerta. Njegove pjesme na španjolskom obrađivali su interpertatori Alberto Cortez, Juan Luis Guerra, Joan Manuel Serrat i Julio Iglesias.

## Životopis
Facundo Cabral rođen je 1937. godine kao osmo dijete u siromašnoj obitelji u La Plati. Još kad je bio dijete obitelj seli na Ognjenu Zemlju (Tierra del Fuego). Bježao je često od kuće. Jednom kad je bio devet godina star odlazi u Buenos Aires, gdje susreće Evitu Peron i moli je da nađe posao njegovoj majci. Bio je buntovnik i jednom je bio u zatvoru, gdje je naučio čitati i pisati uz pomoć isusovačkog svećenika. Seli za Mar del Platu 1959. radeći kao pjevač po hotelima. Umjetničko ime mu je bilo "El Indio Gasparino". 
Argentinu napušta 1976. zbog protivljenja fašističkom vojnom udaru. Do kraja argentinske diktature (1984.) živio je u Meksiku.
Supruga i kći ginu 1978. u zrakoplovnoj nesreći. Smatrao se anarhistom. Nije imao stalno prebivalište i živio je po hotelima, autobusima i kod prijatelja. Ujedinjeni Narodi dodjeljuju mu 1996. naslov "Svjetskog ambasadora mira".

## Karijera
Cabral je bio najvažniji narodni pjevač Latinske Amerike u 20. stoljeću. Veliki utjecaj na njegove tekstove dolazio je od dva njegova omiljena autora Jorgea Borgesa, koji mu je bio i prijatelj, i Walta Whitmana, ali također i 
Gandhija i Majke Tereze. Sveukupno izdao je 24 albuma i objavio 22 knjige, i važio je za jednog od vodećih argentinskih intelektualaca. S pjesmom  "No soy de Aqui, no soy de alla" koja nastaje 1970. postaje poznat ne samo u Latinskoj Americi već i u cijelom svijetu. Pjesma je doživjela oko 700 različitih izvedbi a između ostalih pjevali su je i Julio Iglesias i Neil Diamond. Prevođen je na 27 jezika. Nastupao je kao pjevač u 159 država.

## Smrt
Cabral je ubijen na turneji 9. srpnja 2011. u Guatemali kada je bio na putu za zračnu luku La Aurora.

## No soy de aquí ni soy de allá
Pjesmu "No soy de aquí ni soy de allá" je izvodilo oko 700 različitih interpretatora, a neki su znali izmijeniti tekst pjesme.
| Me gusta el sol, Alicia y las palomas, el buen cigarro y la guitarra espanola, saltar paredes y abrir las ventanas y cuando llora una mujer. No soy de aqui ni soy de alla no tengo edad ni porvenir, y ser feliz es mi color de identidad. Me gusta el vino tanto como las flores y los conejos y los viejos pastores el pan casero y la voz de Dolores y el mar mojandome los pies. No soy de aqui ni soy de alla no tengo edad ni porvenir, y ser feliz es mi color de identidad. Me gusta estar tirado siempre en la arena o en bicicleta perseguir a Manuela o todo el tiempo para ver las estrellas con la María en el trigal. | Volim sunce, Aliciju i golubove dobru cigaru i gitaru španjolsku, preskačući zidove i otvarajući prozore i ženu kada plače. Nisam odavde a nisam ni od tamo nisam dovoljno zreo i budućnosti nemam, i biti sretan je moja osobna boja. Volim crno vino kao i cvijeće i zečeve kao i stare pastire domaći kruh i glas od Dolores i kada mi more zapljuskuje noge. Nisam odavde a nisam ni od tamo nisam dovoljno zreo i budućnosti nemam, i biti sretan je moja osobna boja. Želim uvijek pasti s bicikla u areni a i na biciklu slijediti Manuelu ili cijelo vrijeme promatrati zvijezde s Marijom u pšeničnom polju. |

## Djela

### Diskografija (izbor)
- El carnaval del Mundo
- El profeta de Ghirbran
- Gracias a la vida
- Reflexiones
- Cantar solo cantar/Cabral solo Cabral,